# بلج بن بشر القشیری
بلج بن بشر القشیری (به انگلیسی: Balj ibn Bishr al-Qushayri) هجدهمین والی اموی اندلس (مارس تا آگوست ۷۴۲) و فرماندار افریقیه (۷۴۱-۷۴۲) بوده است.
وی که پس از کشتن عبدالملک بن قطن الفهری به حکومت رسیده بوده سریعاً با واکنش حکومت بنی‌امیه و طرفداران مواجه شد، القشیری در جنگی که در تاریخ ۶ آگوست ۷۴۲ در خارج شهر کوردوا رخ داد به شدت زخمی شد و دو روز بعد درگذشت، پس از وی ثعلبه بن سلامه العاملی به حکومت رسید.